# 森組
株式会社森組（もりぐみ、英: Mori-Gumi Co.,Ltd.）は、大阪市中央区道修町に本店を置く建設会社。

## 概要
日本の建設会社の分類では主要ゼネコンに該当する。大輪会の会員企業でもある。

## 沿革
- 1934年（昭和9年）2月3日 - 個人企業を株式会社組織に改め、資本金50万円をもって株式会社森組を設立。(創業は1899年（明治32年）6月8日)
- 1949年（昭和24年）10月 - 建設業法制定により、建設大臣登録。
- 1961年（昭和36年）9月 - 東京営業所開設。
- 1963年（昭和38年）7月 - 大阪証券取引所市場第二部へ株式上場。
- 1964年（昭和39年）4月 - 東京営業所を東京支店に昇格。
- 1971年（昭和46年）
  - 2月 - 宅地建物取引業法による大阪府知事免許を取得。
  - 11月 - 採石法による採石業者登録。
- 1973年（昭和48年）12月 - 建設業法改正により建設大臣許可を取得。
- 1976年（昭和51年）9月 - 総合スポーツ施設株式会社設立。（2009年（平成21年）10月　会社清算結了）
- 1984年（昭和59年）8月 - 大拓林業株式会社設立（2011年（平成23年）6月　 会社清算結了[4]）
- 1988年（昭和63年）1月 - 東京本店設置。
- 1990年（平成2年）12月 - 第三者割当増資により阪急電鉄（現：阪急阪神ホールディングス）の関連会社となる。
- 1994年（平成6年）6月 - 大阪本店設置。
- 1996年（平成8年）6月 - 東京支店を東京本店に併合。
- 2007年（平成19年）5月 - 阪急電鉄から長谷工コーポレーションへの株式譲渡により阪急電鉄の関連会社から外れ、長谷工コーポレーションの関連会社となる。
- 2013年（平成25年）7月 - 大阪証券取引所と東京証券取引所の現物株市場統合に伴い、東京証券取引所第二部へ株式上場。
- 2016年（平成28年）5月 - 旭化成ホームズが長谷工コーポレーションと阪急電鉄から株式を取得[5]、長谷工コーポレーションの持分法適用会社から外れ[6]、旭化成の関連会社となる。

## 主な施工物件
土木部門
- 鳥取自動車道　釜坂第二トンネル
- 寝屋川流域下水飛行場北1-1工区
- 那賀川幹線導水路
- 新東名高速道路　上城高架橋（下部工）
- 新名神高速道路 水沢南工事
- 彩都F5造成工事
- 桃山台駅整備事業

建築部門
- 兵庫陶芸美術館
- 船橋法典スーパー銭湯
- 大阪モノレール彩都西駅
- グランディア茨木プレジオ
- 東糀谷福祉施設
- 富山産業株式会社　咲洲事業所社屋
- 阪急カーゴ成田配送センター
- 鈴木薄荷株式会社新工場

リフォーム部門
- 第一ホテル東京宴会場新設

砕石事業
- 生瀬砕石所（兵庫県西宮市）